# Sei fratelli
Sei fratelli è un film del 2024, co-scritto e diretto da Simone Godano.

## Trama
Guido, Marco, Leo, Gaelle e Mattia sono i cinque figli di Manfredi Alicante, un padre egoista che si è appena suicidato in ospedale, dove era ricoverato per un cancro in fase terminale Quando apriranno il testamento scopriranno di avere una sorella, Luisa, della quale non erano a conoscenza ed una eredità particolare.

## Produzione
Prodotto da Groenlandia e Rai Cinema, il film è stato registrato a Olgiata nel comune di Roma, mentre le riprese esterne si sono tenute per cinque giorni a Bordeaux in Francia, dove è ambientata la storia del film.

## Distribuzione
Il film è stato distribuito nelle sale cinematografiche italiane a partire dal 1 maggio 2024.

## Accoglienza
Il film ha ricevuto recensioni miste da parte della critica cinematografica.
Daniela Catelli di Comingsoon.it apprezza la volontà del regista di realizzare «un film corale nel più puro senso del termine», riscontrando «una grande capacità nella direzione degli attori e una cornice realistico-malinconica».
In una recensione meno positiva, Federico Pontiggia del Cinematografo assegna al film 2.5 stelle su 5, ritenendo che «non si sopravvive all’illusione di poter vedere un film senziente» in cui si susseguono «scenette» in cui gli attori «non sono male, ma nemmeno troppo bene», non comprendendo la scelta di ambientare il film a Bordeaux.
 Anche Martina Barone di The Hollywood Reporter Roma afferma che il film «oscilla in ciò che è e ciò che vorrebbe essere», trovando la pellicola «turbata tanto quanto lo sono i protagonisti», di cui apprezza la scelta del cast director di associare personaggio ad attore. In conclusione alla recensione descrive il risultato come «incerto» poiché risulta «un’opera fallace, come un genitore di cui si riconoscono tutti i difetti. Ma che, alla fine, non si riesce troppo a biasimare».

## Riconoscimenti
- 2024 – Nastro d'argento[13]
  - Candidatura al miglior attore in un film commedia a Gabriel Montesi
  - Candidatura al miglior attore in un film commedia a Riccardo Scamarcio

- 2024 Globo d'oro[14]
  - Candidatura alla miglior commedia